# Ezinho
 Wesley da Silva Ribeiro (Uberlândia, 24 de abril de 1979) é um voleibolista brasileiro com histórico profissional  em clubes brasileiros, traz em seu currículo títulos importantes no âmbito nacional e internacional  nos mesmos, além de  possuir conquistas em todas as categorias da seleção brasileira: medalha de ouro no Campeonato Sul-Americano na categoria infanto-juvenil e juvenil, 1996 e 1998, respectivamente, medalha de bronze no Mundial  Juvenil disputado na Tailândia e na categoria adulta foi ouro na Copa dos Campeões de Voleibol Masculino em 2005 e tetracampeão da Liga Mundial, além de ter uma medalha de prata também nesta competição. Quando atingiu a incrível marca 3728 pontos em 16 edições da Superliga,  superando marcas anteriores, fora o maior pontuador de sua história segundo dados da CBV.

## Carreira
Ezinho iniciou no voleibol no Uberlândia  em 1990. Após esta fase pelo time mineiro, foi jogar pelo Suzano,  onde mesmo sendo da categoria de base foi inscrito pela primeira vez na Superliga Brasileira na temporada 1996/1997, mas não recebeu a oportunidade de integrar a equipe principal deste clube era de alto nível técnico, pois, contava com atletas como:  Olikhver, Marcelinho, Giovane, Max, Pinha entre outros.E surgiu a oportunidade de disputar o Campeonato Paulista em virtude de parte deste elenco fora servir a seleção brasileira.Em 1996 serviu a seleção na categoria de base, quando conquistou o título do Campeonato Sul-Americano  Infanto-Juvenil.
No ano de 1997 foi quinto lugar no Campeonato Mundial Infanto-Juvenil atuando pela seleção brasileira. Após este período no voleibol de Suzano, segue para atuar no  Maringá/PR, quando visava na seleção de base disputar o mundial juvenil e depois encerrar a carreira, de certa forma desacreditando em seu potencial em face do alto nível técnico da Superliga, mas esta passagem teve curta duração, pois, em 1998  transferiu-se para o Minasa convite do técnico do o Cebola, para Superliga Brasileira 98-99, período que  entraria de férias das categorias de base e também da seleção-pela qual conquistou o ouro no campeonato sul-americano juvenil de 1998-logo aceitou este convite, pois, ficaria sem atividade e visava apenas o Mundial Juvenil na Tailândia em 1999, no qual obteve o bronze.
Em sua chegada a Belo Horizonte, também  estavam os ainda jovens contratados: André Nascimento, Douglas Cordeiro e Vinícius; e com estes se estabeleceu em uma república e  recebia ajuda de custo por intermédio conquistado pelo seu treinador e partir deste momento sua dedicação ao voleibol estava com uma visão mais direciona ao profissional.Nesta temporada sua equipe teve destaque e com o bom patrocínio da Telemig Celular, além do reforço do meio-de-rede norte-americano Brian Ivie, mas não obtiveram a classificação para os playoffs.
Ezinho continuou no clube com os ainda jovens: André Nascimento, Rafinha, Henrique, Douglas Cordeiro, Serginho para disputar a edição da Superliga 99-00   e para isto o Minas reforçou-se com atletas nível de seleção: Carlão, Giba, Maurício e André Heller, mesclando-os ao jovem elenco. Ezinho compondo este grupo conquistou seu primeiro título da Superliga nesta temporada Conquistou em 1999 o Campeonato Sul-Americano de Clubes realizado na Colômbia.
Ele permaneceu nas duas temporadas seguintes no Minas, sagrando-se campeão  da Superliga 00-01 e também da Superliga 01-02, nesta fez o ponto final de saque, dando o título seu clube, foi eleito o melhor jogador da partida, coroado com o Troféu VivaVôlei, constituindo seu tricampeonato de forma consecutiva, fato que o credenciou para sua primeira convocação para seleção adulta  pelo técnico Bernardinho e disputou a Liga Mundial 2001, na qual sagrou-se campeão pela primeira vez e vestindo a camisa#16.Neste mesmo ano conquistou pelo Minas o título do Campeonato Mineiro, além dos torneios internacionais em 2002 da  Copa Itália e o Torneio da Espanha.
Em 2002 estava na seleção que conquistou a prata da Liga Mundial  e ouro na edição  2003; retornou na temporada 2003-04 para a equipe do Wizard/Suzano e novamente volta a jogar Telemig Celular/Minas onde novamente voltou a disputar as finais e terminou com o vice-campeonato da  Superliga Brasileira 04-05 série A. Transferiu  para a Unisul/Florianópolis para disputar a temporada 2005-06.
Pela seleção adulta esteve na conquista do ouro da Copa dos Campeões  e da Liga Mundial e seu tetracampeonato na edição desta competição em 2006.Na temporada 2006-07 retorna ao time mineiro e sagra-se tetracampeão da Superliga Brasileira 06-07 série A, título dedicado por todos da equipe ao companheiro de clube Samuel Fuchs.Permaneceu no Minas por mais duas temporadas, e foi vice-campeão Superliga Brasileira 07-08 série A e mesma colocação na Superliga Brasileira 08-09 série A.
Na temporada 2009-10 foi contratado para atuar na estreante equipe do Bonsucesso/Montes Claros, ainda desestruturada para treinamento, mesmo com as dificuldades conquistaram o Campeonato Mineiro e a Copa do Brasil, tais  conquista agregou melhorias nas deficiências  de imediato enfrentadas, contando  com uma torcida participativa , chegando a ultrapassar a marca de nove mil espectadores  nas partidas.Nesta mesma temporada disputou por esta equipe a Superliga Brasileira 09-10 série A, na qual conseguiu a façanha de chegar a final da competição, sendo inédito para a cidade de Montes Claros, principalmente que terminaram com o vice-campeonato sucumbindo diante da forte equipe da Cimed.
Ainda em 2010 teve uma curta passagem pelo Volta Redonda e conquistou o título do  Campeonato Carioca.E em seguida acertou seu retorno para o Vivo/Minas, chegando apenas nas semifinais da Superliga Brasileira 10-11 série A.Na temporada seguinte retornou ao pelo Volta Redonda, desempenhando uma boa campanha, ficando entre os oito mais bem classificados  e fazendo frente diante da forte equipe do Sada Cruzeiro nas quartas-de-final, terminando na nona posição.
Na temporada 2012-13 permaneceu na equipe de  Volta Redonda e na edição da Superliga termina na sétima colocação. Em 2013-14 foi contratado para defender as cores da Funvic/Taubate.
Na temporada de 2014-15 aceitou um novo desafio profissional que foi jogar como líbero na equipe Montes Claros Vôlei.

## Clubes
| Clube                    | País   | De   | Até  |
| Uberlândia               | Brasil | 1990 | 1996 |
| Suzano                   | Brasil | 1996 | 1997 |
| Maringá                  | Brasil | 1997 | 1998 |
| Telemig Celular/Minas    | Brasil | 1998 | 2003 |
| Wizard/Suzano            | Brasil | 2003 | 2004 |
| Telemig Celular/Minas    | Brasil | 2004 | 2005 |
| Unisul/Florianópolis     | Brasil | 2005 | 2006 |
| Telemig Celular/Minas    | Brasil | 2006 | 2009 |
| Bonsucesso/Montes Claros | Brasil | 2009 | 2010 |
| Volta Redonda            | Brasil | 2010 | 2010 |
| Vivo/Minas               | Brasil | 2010 | 2011 |
| Volta Redonda            | Brasil | 2011 | 2013 |
| Funvic/Taubate           | Brasil | 2013 | 2014 |
| Montes Claros Vôlei      | Brasil | 2014 | 2015 |

## Títulos e Resultados
- 1997- 5º Lugar do Campeonato Mundial Infanto-Juvenil (Teerã,  Índia)[4]
- 1998- Campeão do Campeonato Mineiro
- 1999- Campeão do Campeonato Mineiro
- 1999-00- Campeão da Superliga Brasileira [1][3]
- 2000- Campeão do Campeonato Mineiro
- 2000-01- Campeão da Superliga Brasileira [1][3]
- 2001- Campeão do Campeonato Mineiro
- 2001-02- Campeão da Superliga Brasileira [1][3]
- 2002- Campeão do Campeonato Mineiro
- 2002- Campeão da Copa Itália [3]
- 2002- Campeão da Torneio da Espanha[3]
- 2004-05- Vice-campeão da Superliga Brasileira[1]
- 2005- Campeão do Campeonato Mineiro
- 2006- Campeão do Campeonato Mineiro
- 2006-07- Campeão da Superliga Brasileira[1]
- 2007- Campeão do Campeonato Mineiro
- 2007-08- Vice-campeão da Superliga Brasileira[1]
- 2008-09- Vice-campeão da Superliga Brasileira[1]
- 2009- Campeão do Campeonato Mineiro[1]
- 2009- Campeão da Copa Brasil[1]
- 2009-10- Vice-campeão da Superliga Brasileira[1]
- 2010- Campeão do Campeonato Carioca[1]
- 2011-12- 9º Lugar da Superliga Brasileira[1]
- 2012-13- 7º Lugar da Superliga Brasileira[1]

## Premiações Individuais
- 2001-02- Troféu VivaVôlei  de Melhor Jogador da Final da Superliga Brasileira [1]
- 2013- Maior Pontuador da História da Superliga[1]